# Dreaming Whilst Black
Dreaming Whilst Black é uma série de televisão britânica criada por e estrelada por Adjani Salmon. É baseada em uma websérie semi-autobiográfica de mesmo nome lançada em 2018.

## Elenco
- Adjani Salmon ... Kwabena
- Dani Moseley ... Amy
- Alexander Owen ... Adam
- Babirye Bukilwa ... Vanessa
- Tom Stourton ... Jamie
- Demmy Ladipo ... Maurice

## Produção
O episódio piloto foi exibido na BBC Three e em seu serviço de streaming iPlayer. O sucesso fez com que a BBC encomendasse seis novos episódios para serem transmitidos em 2023. A série é uma co-produção entre a produtora A24 e a  Big Deal Films.

## Prêmios e indicações
| Ano  | Prêmio             | Categoria               | Resultado |
| ---- | ------------------ | ----------------------- | --------- |
| 2022 | Emmy Internacional | Melhor Série de Comédia | Indicado  |